# Kindertransporten Kamp Vught

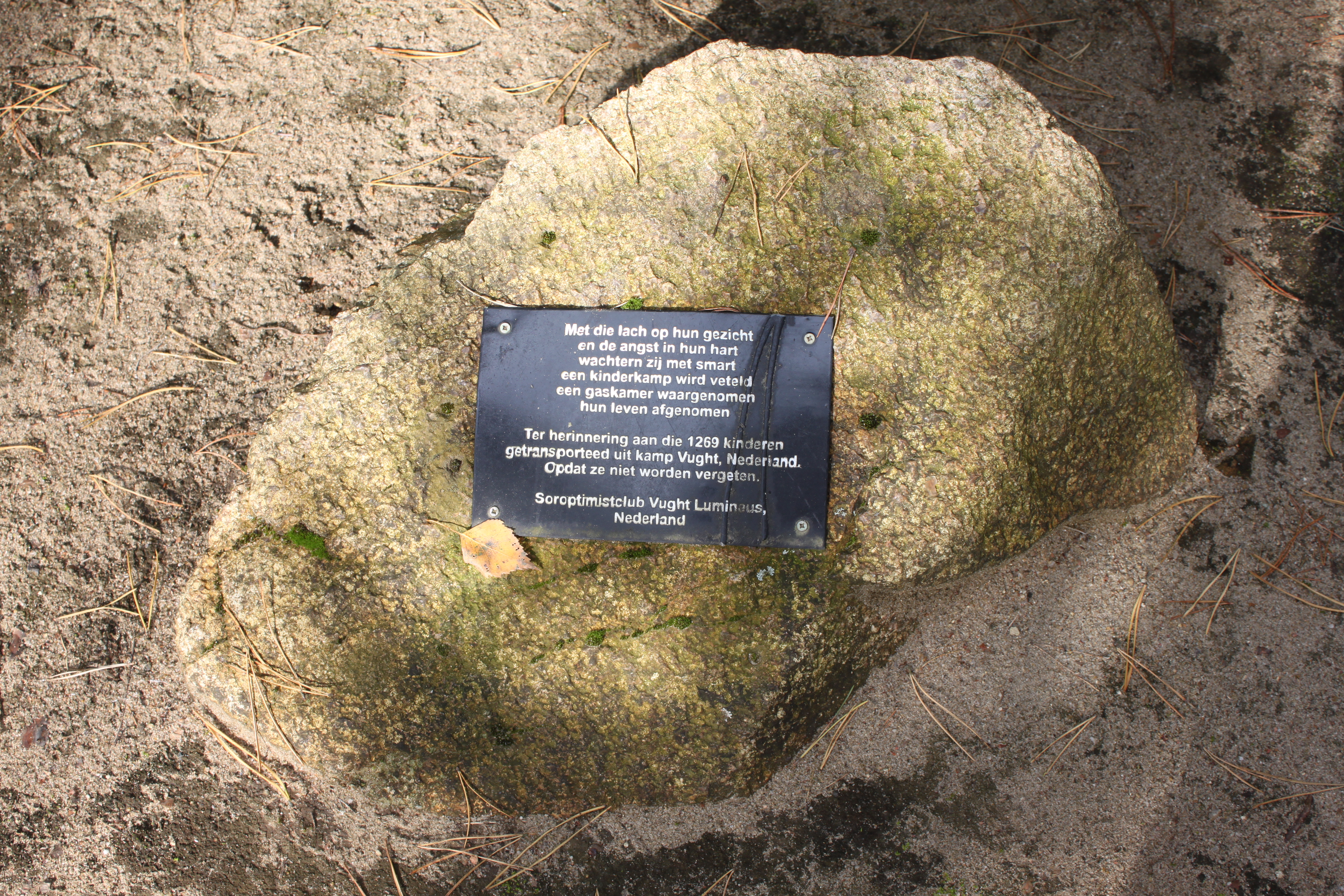
Gedenksteen in Sobibór

De kindertransporten vanuit kamp Vught waren twee massadeportaties op 6 en 7 juni 1943 van alle aanwezige Joodse kinderen in kamp Vught bij Den Bosch per trein via kamp Westerbork naar het vernietigingskamp Sobibór in bezet Polen. De meer dan 1000 kinderen in de leeftijd van 0 tot 16 jaar werden bij aankomst direct vermoord.

## Aanleiding
Rond april 1943 raakte het kindergedeelte van Kamp Vught overvol door de toestroom van Joodse kinderen als gevolg van de verheviging van de door de Duitsers uitgevoerde razzia's. Vanaf de kleuterleeftijd zaten kinderen in aparte barakken en zagen zij hun ouders niet of zelden. Zij werden moeilijk te hanteren en de kleine kinderen kregen vaak besmettelijke ziekten. Omdat kinderen geen werk verrichtten, werd besloten ze weg te halen uit Vught. Op 8 mei 1943 vertrok een groot transport waaronder grote gezinnen. Op 22 mei werden 1250 mensen gedeporteerd, waaronder driehonderd kinderen.

## Overplaatsing naar 'kinderkamp'

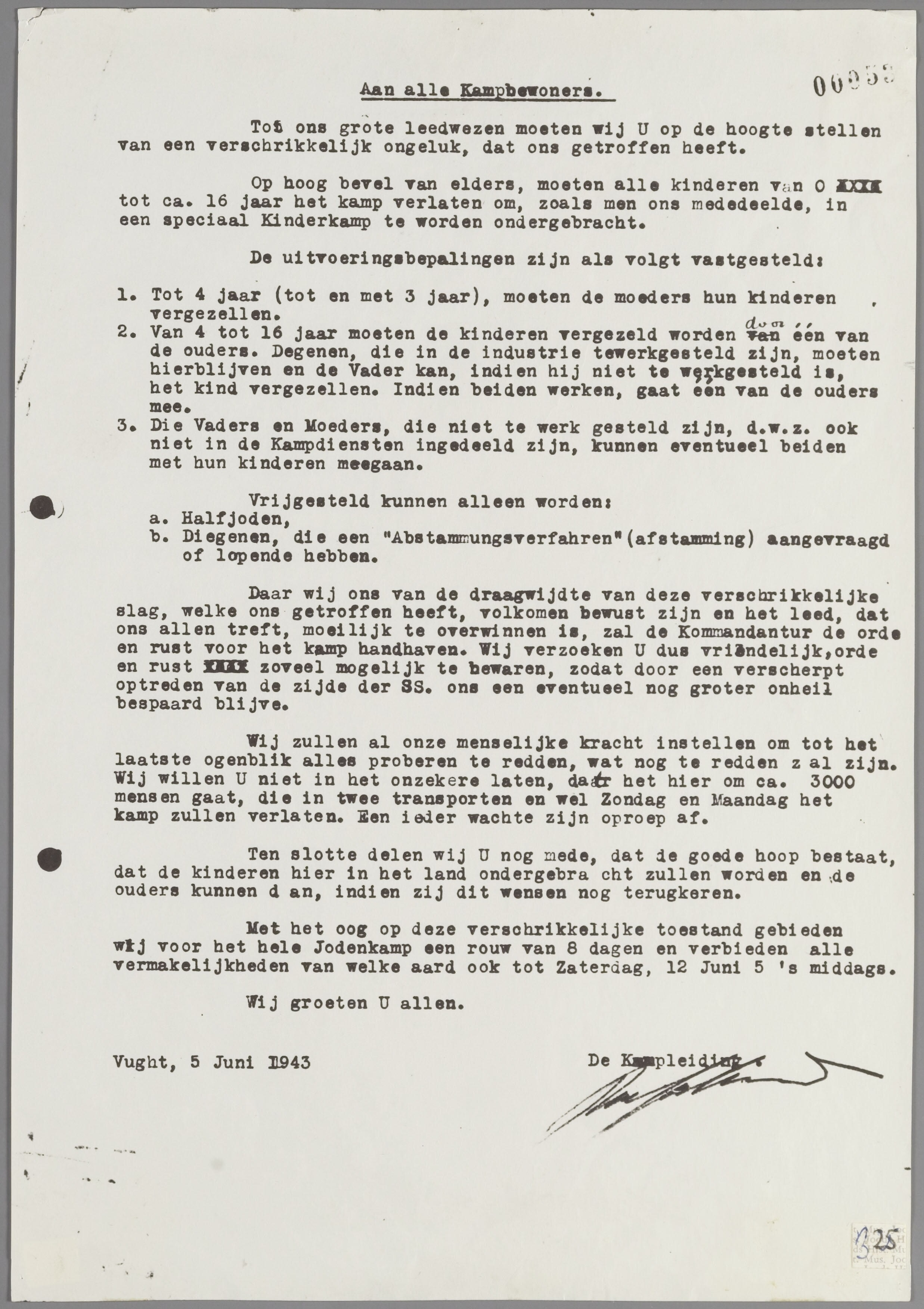
Aankondiging van het transport door de kampleiding

Op 5 juni 1943 werd bekendgemaakt dat alle kinderen uit het kamp zouden worden verwijderd. Er werd verteld dat zij naar een speciaal kinderkamp in de buurt zouden gaan.
Er heerst op het ogenblik een stemming in het kamp, zoals er nog nooit geweest is. Het ergste wat er tot nu toe gebeurd is, is ons meegedeeld. Alles wat we tot heden aan toe ondervonden hebben, was erg, maar dit wat zich nu voordoet, overschrijdt alle grenzen. Gisteravond werd ons medegedeeld dat het kinderkamp wordt opgeheven. Alle kinderen jonger dan zestien jaar moeten het kamp verlaten. Dit is op zichzelf nog niet het allerergste, maar wat wel het allerergste is, is dat de gezinnen uit elkaar gerukt worden. Er werd ons een proclamatie meegedeeld waarvan we trilden en beefden.— Klaartje de Zwarte-Walvisch, 6 juni 1943, 'Alles ging aan flarden'

## Deportatie naar Westerbork
Op 6 juni werden alle kinderen van nul tot en met drie jaar, samen met hun ouders gedeporteerd naar kamp Westerbork. Een dag later op 7 juni werden de kinderen van vier tot en met zestien jaar afgevoerd naar Westerbork.
Emotie als nog zelden is voorgekomen: de schoonmaaksters kwamen vanmorgen snikkend de zaal binnen, mannen briesten: dat is wel het vuilste dat wij hebben meegemaakt. [..] Midden in de nacht, tegen half vijf, is een transport van zeventienhonderdvijftig Joden in veewagens aangekomen: op een honderd mannen na, niet anders dan berooide vrouwen met haar kinderen en zuigelingen. [..] Zij kwamen broodmager, geradbraakt aan, na een reis van tien uur. Ze spuwden vuur en vlam over de gemene behandeling in Vught, de afmatting en de vernedering: des morgens om vier uur op, half vijf appèl, tot zes uur staan, half zeven aan het werk, vaak met honden achter zich aan; met een uur schafttijd tot 's avonds half zeven, soms half acht. Onder de baby's zijn verscheidene zieke, roodvonk en mazelen: op mijn zaal is een baby, een krullebol van nog geen jaar, tussen de andere kinderen neergelegd. ‘Polizeilicher Arbeitseinsatz’, hoont men.— Philip Mechanicus, 7 juni 1943, In Dépôt. Dagboek uit Westerbork

## Deportatie naar Sobibór
Op 8 juni vond het kindertransport plaats vanuit kamp Westerbork. Met meer dan 3000 personen verdeeld over 46 goederenwagons was dit het grootste transport van Joden vanuit Nederland. Volgens het Statistisch Bureau Westerbork bestond dit transport uit 613 mannen, 1350 vrouwen en 1051 kinderen tot en met 16 jaar, waaronder 119 kleuters, 123 peuters en 55 baby's. Samen met hun ouders werden ze getransporteerd naar vernietigingskamp Sobibór in bezet Polen waar ze op 11 juni aankwamen en vrijwel direct na aankomst door vergassing om het leven werden gebracht.
Sommige kinderen uit een speciaal kinderkamp werden ook weggevoerd naar Auschwitz.

## Herdenking

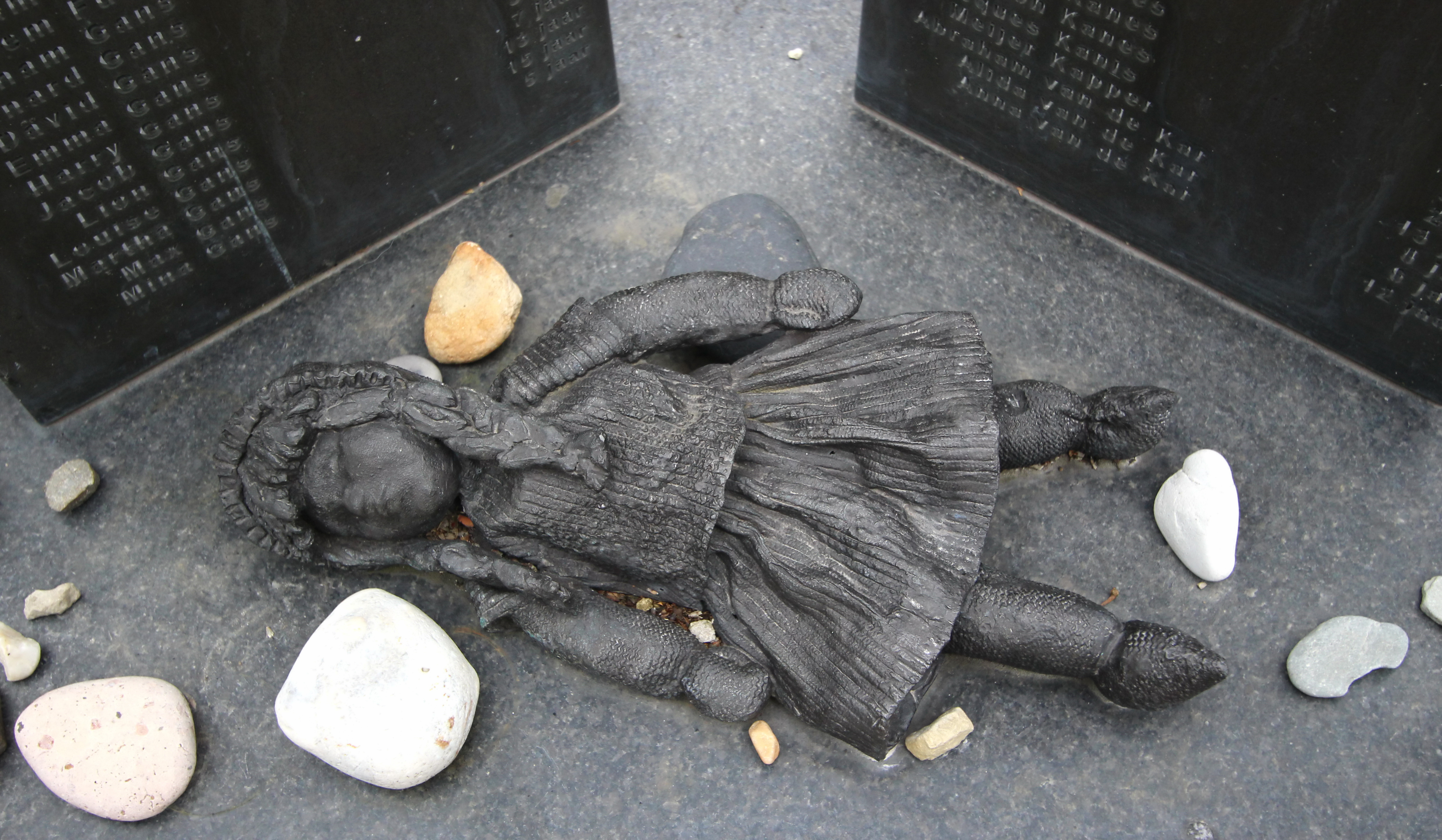
Detail van het Monument der verloren kinderen in Kamp Vught

Op het voormalige terrein van kamp Vught is het Monument der verloren kinderen geplaatst. Ieder jaar vindt hier een herdenking plaats.